# メモリースティックオーディオ

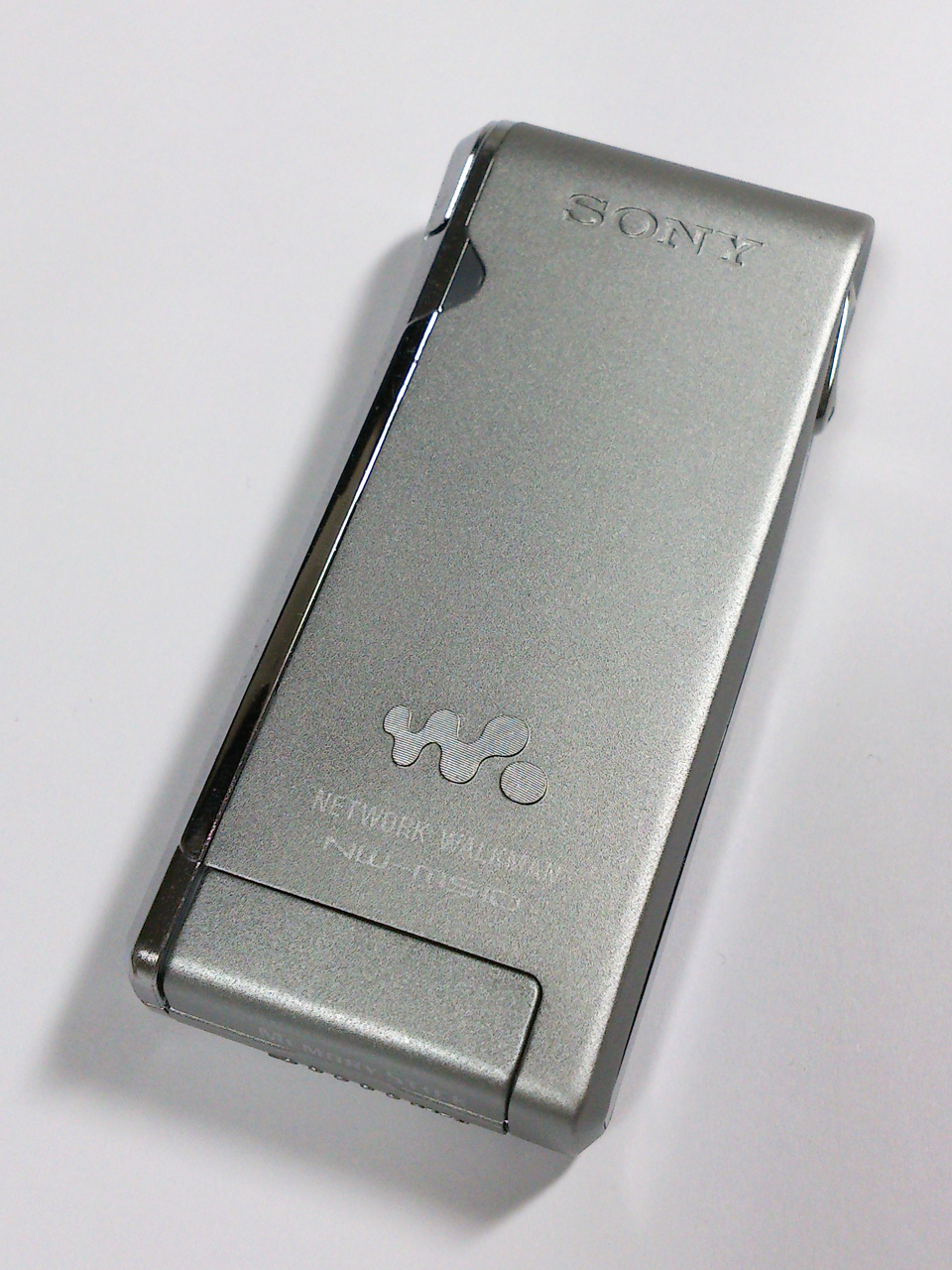
メモリースティックオーディオ対応ウォークマン NW-MS10

メモリースティックオーディオは、メモリースティックに著作権保護を施して音楽コンテンツを記録・再生する規格である。ソニーの主導によって普及が進められている。略称はM.S.オーディオ。正式名称はメモリースティックオーディオファイルフォーマット。

## 概要
メモリースティックオーディオは、メモリースティックのアプリケーションフォーマットのひとつである。策定当時音楽の違法コピーが問題となっていたため、著作権保護規格策定団体SDMI規格に準拠したセキュアな規格として提唱された。
当初は特に定まった名称はなく、MagicGate方式あるいはATRAC方式と便宜的に呼ばれることもあった。PlayStation Portableが発売された頃から「メモリースティックオーディオ」「メモリースティックPROオーディオフォーマット」などと表記されるようになり、現在は「メモリースティックオーディオファイルフォーマット」が正式名称となっている。

## 特徴
著作権保護技術MagicGateと呼ばれる暗号化技術を用いてATRACファイルを記録するもので、パソコン上ではOpenMGに対応した管理・転送ソフトを用いる。かつて存在したMagicGate非搭載タイプのメモリースティックは使用できない。従来型メモリースティックとメモリースティックPROとではファイル配置やフォルダ構造が異なるが、PROに対応した機器であれば従来型のものも再生できる。
オーディオコーデックが単一であったこともあり、後に登場したSD-Audioに比べてメーカーを問わず再生できる高い互換性がひとつの強みであったが、後にメモリースティックPROの登場やATRAC3plusの追加などでその強みは薄れている。
なお、メモリースティックオーディオの仕様から発展した規格としてATRAC Audio Device（ATRAC AD）がある。近年のポータブルプレーヤーでは内蔵型フラッシュメモリーを利用するケースが主流のため、メモリースティックオーディオではなくATRAC ADが利用されることが多くなっている。

## 対応機器
最初の対応機種としてメモリースティックウォークマンNW-MS7が1999年に発売された。その後ウォークマンを中心に展開される一方で、2000年にはC404S DIVAおよびSO502iWMで携帯電話に初めて搭載。以後、携帯電話やPlayStation Portableを中心に展開されている。特にau向け端末ではウォークマンブランドの携帯電話も発売された。
ただ、近年の日本向け携帯電話はSDメモリーカードへの統一が図られており、SO903iとW53S（当規格は非対応､auでの最後の対応機種はW52Sである。）を最後にメモリースティックは採用されていない。WX310KとSO905iではATRACに対応しているものの、記録メディアにメモリースティックではなくSDメモリーカードを使用するため、ATRAC ADが採用されている。
なお、2007年末より提供が開始されたKDDIの新端末プラットフォームであるKCP+においては、メモリースティックオーディオと同一のフォーマットを利用するSonicstage for LISMOによる楽曲管理を全機種標準に搭載しているため、記録メディアこそSDメモリーカードとなるが、メモリースティックオーディオの楽曲を流用することが可能である。

### 携帯電話
- NTTドコモ
  - SO903i

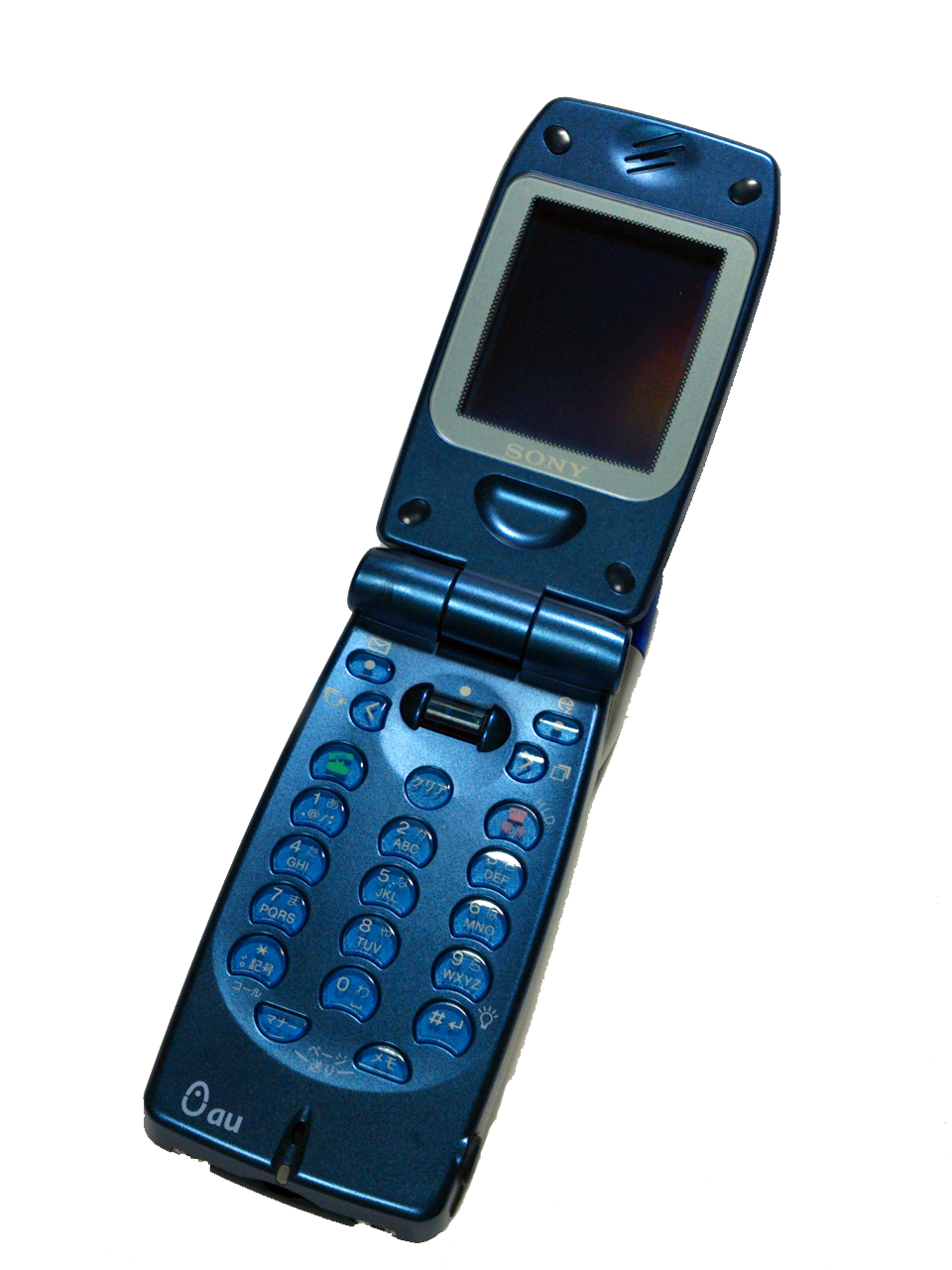
携帯電話初のMSオーディオ対応機 C404S（2000年11月発売）

  - Music Porter II（三菱電機製）
  - Music PORTER（三菱電機製）
  - SO506iS (premini-IIs)
  - SO506i (premini-II)
  - SO506iC（試供品として16MBメモリースティックDuo同梱）
  - SO505iS（試供品として16MBメモリースティックDuo同梱）
  - SO502iWM（64MBメモリースティック同梱）
- au（KDDI／沖縄セルラー電話）
  - W52S（ウォークマンケータイ）
  - W51S
  - W44S
  - W43S
  - W42S（ウォークマンケータイ）
  - W31S
  - C404S（DIVA：64MBメモリースティック同梱、DIVAライト）

### AV機器・ゲーム機
- ウォークマンMSシリーズ（ネットワークウォークマン・MS7のみメモリースティックウォークマン）
  - NW-MS90D
  - NW-MS77DR
  - NW-MS70D
  - NW-MS11（128MBメモリースティック同梱）
  - NW-MS10
  - NW-MS9（64MBメモリースティック同梱）
  - NW-MS7（64MBメモリースティック同梱）
- HDDコンポNETJUKE
  - NAS-M90HD
  - NAS-M70HD
- コンポ
  - BR-NX8（ONKYO）
  - SJ-7MS（ケンウッド）
- メモリースティックハイファイシステム
  - NHS-MS10
- PlayStation Portable (PSP)
  - PSP-3000
  - PSP-2000
  - PSP-1000
- e-musee（シャープ製ポータブルメモリースティックオーディオプレイヤー）
  - WA-HP1

### カーナビゲーション
- NV-U3V
- NV-U3
- NV-U2
- NV-U1
- ECLIPSE AVN8804HD